# Dorthonion

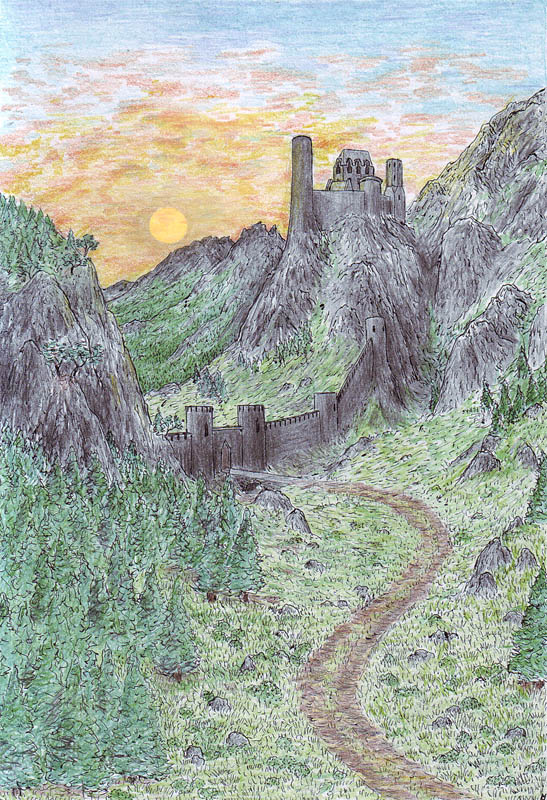
De pas Aglon

Dorthonion (Nederlands: land van de pijnbomen) is een fictief hoogland uit De Silmarillion van J.R.R. Tolkien.
Dorthonion lag ten zuiden van de vlakte van Ard-Galen en ten noorden van Dimbar en Dor Dínen. Wie Dorthonion van oost naar west doorliep had ongeveer 290km afgelegd.
In het noorden van Dorthonion gingen de vlakten van Ard-Galen geleidelijk over in heuvelland, begroeid met dichte wouden, waarin de pijnboom, die het gebied zijn naam gaf, de belangrijkste boomsoort was. Ook de westelijke grenzen, naar de Mark van Maedhros toe, bestonden uit dit landschap.
Het binnenland van Dorthonion bestond grotendeels uit hoogplateau dat zelfs nog hoger was gelegen dan de nabijgelegen Ered Withrin.
De Ered Gorgoroth (Nederlands: angstbergen) vormden de zuidelijke grenzen van Dorthonion. In het oosten maakten de Ered Gorgoroth een bocht naar het noorden, waardoor de heuvels van Himring werden gescheiden van Dorthonion. De enige pas tussen beiden was de Aglon.
Ten zuidwesten van Dorthonion lagen de Echoriath, die het koninkrijk Gondolin omringden. De Echoriath werden van Dorthonion gescheiden door de pas die Anach genoemd werd.
Dorthonion werd bestuurd door Angrod en Aegnor, twee zonen van Finarfin, die leenmannen van hun oudere broer Finrod waren. Het noordoosten van Dorthonion, Ladros, werd als leen aan het Huis van Bëor gegeven.
Tijdens de Dagor Bragollach speelde Dorthonion een cruciale rol, aangezien Morgoth het veroveren van dit gebied tot een hoofddoel had gemaakt. Angrod en Aegnor werden gedood, samen met het grootste deel van hun volk. Ook de mensen, onder leiding van de eveneens gedode Bregolas, leden zwaren verliezen. Bregolas' broer Barahir trok zich met de overlevende mensen terug in de hooggebergten van Ladros en leidde van daaruit een guerrillaoorlog tegen de bezettende orks.
Onder de kwaadaardige invloed van Morgoth veranderen de pijnboomwouden van Dorthonion in vreselijke wouden, waar vreemde wezens in rondspookten en allen die er lang bleven waanzinnig werden. Vanaf dat moment werd het Taur-nu-Fuin (Nederlands: het Woud onder de Schaduw van de Nacht) genoemd. Nadat enkele jaren later de guerrilla's van Barahir definitief werden verslagen, viel heel Dorthonion onder Morgoths kwaadaardige invloed.
Kort voor de Nírnaeth Arnoediad veroverde Maedhros Dorthonion opnieuw voor de elfen, maar na de slag viel het definitief in handen van Morgoth.
Na de Oorlog van Gramschap werd Dorthonion, net als de rest van Beleriand, door de zee verzwolgen. De hoogste toppen van het hoogplateau bleven echter boven de zee uitsteken en werden het eiland Tol Fuin (Nederlands: eiland van de nacht).